# Yellowcard
Yellowcard je americká rocková/pop punková skupina, založená roku 1997 v Jacksonville ve státě Florida v USA. Skupina oficiálně debutovala roku 1997 albem Midget Tossing, skutečnou popularitu si pak získala roku 2003, po vydání alba Ocean Avenue, pojmenovaném po singlu na tomto albu. Mezi lety 2008 až 2010 kapela přerušila činnost, poté se dala opět dohromady a na jaře roku 2011 vydala album When You're Through Thinking, Say Yes. V roce 2016 ohlásila plánovaný rozpad na jaře 2017 a vydala závěrečné eponymní album Yellowcard. V roce 2022 vystupovali na Chicago Riot Fest k příležitosti 20. výročí nejúspěšnějšího alba Ocean Avenue, znovu našli chuť k tvorbě a dali se zpět dohromady. V roce 2023 kapela vydala EP Childhood Eyes.
Na území Česka koncertovali celkem čtyřikrát. 31. srpna 2011 navštívili při svém turné po Evropě poprvé Prahu, jejich druhý koncert v ČR se konal 19. srpna 2012 na OAMF Trutnov. 7. listopadu 2013 proběhlo vystoupení v klubu Roxy v Praze v rámci turné Ocean Avenue Acoustic, naposledy pak v Česku vystoupili 6. června 2015 při příležitosti festivalu Rock for People v Hradci Králové.

## Historie

### Počátky (1997–2002)
Skupina Yellowcard byla založena roku 1997 v Jacksonville na Floridě po tom, co se zakládající členové setkali na škole umění Douglase Andersona. Název jejich kapely je odvozen z fráze, kterou používali na střední škole. Kdykoliv někdo něco na párty provedl, třeba rozlil pivo, vnutili mu žlutou kartu (yellow card) dle pravidel fotbalu za to, že se dopustil párty faulu.
Své první album vydali v roce 1997. Původní kapela se skládala z Bena Dobsona u zpěvu, Toddy Claryho u kytary a zpěvu, Bena Harpera u zpěvu, Warrena Cookeho u bassy a Longineu Parsons u bubnů. Občas dopomáhá Sean Wellman se svými houslemi.
Ben Dobson brzy po vydání druhého alba z kapely odešel a byl nahrazen Ryanem Keyem. Ryan Key byl původně v kapele Craig's Brother. Po tomto se hudební styl kapely velice změnil, z hardcore punku na pop punk. To se dále podepsalo na jejich fanouškovské základně, což pro ně znamenalo čerstvý začátek.
V počátcích roku 2000 kapela nahrála EP s názvem Still Standing. Brzy po vydání tohoto EP, Todd Clary odešel z kapely. Ryan Key potom zastoupil i funkci Claryho, takže hrál na kytaru a zpíval.
Po tom co zaslali své EP do Lobster Records, kapela podepsala svůj první kontrakt v červnu 2000 a v listopadu začali pracovat na svém druhém plnohodnotném albu.
Skupina v roce 2001 vydala své třetí album s názvem One for the Kids, které v roce 2002 následovalo Underdog EP. Obě tyto alba byla velmi kladně hodnocena, po vydání Underdog EP však z kapely odešel Warren Cooke kvůli osobním důvodům.
Kapela se pokusila na basu naverbovat svého známého Petera Moselyho z Inspection 12. Než Warren Cooke odešel, stihla kapela natočit nevydaný hudební klip k písní "Powder". Video později bylo přidáno k rozšířené verzi příštího alba kapely, Ocean Avenue.

### Ocean Avenue (2002–2005)
Brzy po vydání EP Underdog se Yellowcard upsala pod Capitol Records, která se v té době sháněla po pop punkových kapelách. Yellowcard začali nahrávat své debutové album pod záštitou hudební společnosti ke konci roku 2002, to bylo dokončeno na jaře roku 2003.
Během nahrávání Ocean Avenue Mosely opustil kapelu, chtěl se totiž věnovat své původní kapele Inspection 12.
Kapela tedy začala shánět nového basáka a našla Alexe Lewise, jehož sestra, Alieke Wijnveldt, ta se podílela na zpěvu v písní "View From Heaven".
Prvně byl vydán singl "Way Away", který se v žebříčcích vyšplhal na 25. příčku. Díky tomu kapela zaznamenala velké ohlasy. V průběhu prvního turné se Peter Mosely rozhodl odejít z Inspection 12 a dotázal se o znovuzařazení do kapely Yellowcard.
Protože se Mosely podílel na psaní pro Ocean Avenue a také byl se členy kapely kamarád, Lewis byl požádán o odchod a Mosely byl znovu zapsán ke kapele jako basák.
Ke konci roku 2003, skupina prorazila s písní "Ocean Avenue". Píseň měla premiéru na MTV a rychle se dostala na první místo v žebříčku. Píseň se začala vysílat i v rádiích a píseň se dostala na 37. pozici v Billboard Hot 100. Píseň "Empty Apartment" se objevila v televizní show One Tree Hill.
Najednou byl Yellowcard všude od obálek časopisů po vystoupení na předávání cen MTV, odkud si cenu odnesli také. První píseň "Way Away" se objevila v soundtracku SSX 3 a Madden NFL 2004. Druhá píseň "Breathing" se objevila v Burnout 3: Takedown a FlatOut 2.
Alba Ocean Avenue se prodalo více než milion kopií jen ve Spojených státech. Jakmile začala popularita kapely skomírat, kapela dále přispívala písně do soundtracků. Například, "Gifts and Curses", zahrála ve filmu Spider-Man 2.
13. srpna byla vydána akustická verze Ocean Avenue k oslavě 10. výročí platinového alba.

### Lights and Sounds (2005–2006)
Po necelých dvou letech turné, Yellowcard si na počátku roku vzalo několikaměsíční pauzu. Ryan Key a Peter Mosely se přestěhovali do New Yorku aby napsali písně pro jejich nové album. Zbytek kapely zůstal v Los Angeles. Na jaře se kapela zase dala dohromady a začala produkci.
Kapela původně oznámila, že album bylo očekáváno na srpen 2005, ale produkce a další zpoždění album odsunulo o několik měsíců dál. V dalších měsících se mezi členy kapely vytvořilo mnoho nešvarů. Ben Harper byl z kapely vyhozen a nakonec byl nahrazen Ryanem Mendezem z kapely Staring Back. Po odchodu z Yellowcard harper přešel do Amber Pacific jako turné kytarista. Lights and Sounds bylo vydáno v lednu 2006.
Na albu bylo nahráno 20 písní, 14 z nich je na CD plus zbytek na B-side. Úvodní píseň "Three Flights Up" byla první instrumentální píseň od "Interlewd" na prvním album kapely Midget Tossing.
Píseň "Lights and Sounds" byla vypuštěna týden před samotným albem. Píseň zahrála ve hrách Burnout Revenge a Guitar Hero: Modern Hits. V prvním týdnu od vydání se prodalo více než 90 000 kopií. Zpočátku se prodeje podobaly albu Ocean Avenue, celkově nízké prodeje potvrdily Ryanovo oznámení, že album je oproti Ocean Avenue velice ambiciózní a jiné.
V roce 2006 byl Ryan Key na operaci hlasivek po problémech se zpíváním. Po týden byl němý a měsíc nemohl zpívat. Po zrušení několika show se poté kapela přidala na Virgin Mega Tour 2006.

## Členové

### Současní členové
- Ryan Key – zpěv (1999–2017), kytara (2000–2017)
- Sean Mackin – housle, zpěv (1997–2017)
- Ryan Mendez – kytara (2005–2017)
- Josh Portman – basová kytara (2012–2017)

### Dřívější členové
- Ben Dobson – zpěv (1997–1999)
- Todd Clarry – kytara, zpěv (1997–2000)
- Warren Cooke – basová kytara (1997–2002)
- Alex Lewis – basová kytara, zadní vokály (2003–2004)
- Ben Harper – kytara (1997–2005)
- Peter Mosely – basová kytara (2002–2007)
- Sean O'Donnell – basová kytara (2010–2011)
- Longineu W. Parsons III – bicí (1997–2014)

## Diskografie

### Studiová alba
- Midget Tossing (1997)
- Where We Stand (1999)
- One For The Kids (2001)
- Ocean Avenue (2003)
- Lights and Sounds (2006)
- Paper Walls (2007)
- When You're Through Thinking, Say Yes (2011)
- When You're Through Thinking, Say Yes (Acoustic) (2011)
- Southern Air (2012)
- Ocean Avenue Acoustic (2013)
- Lift a Sail (2014)
- Yellowcard (2016)

### EP
- Still Standing EP (2000)
- The Underdog EP (2002)
- Deep Cuts (2009)
- A Perfect Sky (2015)

### Singly
- Way Away (2003)
- Ocean Avenue (2004)
- Only One (2005)
- Lights and Sounds (2005)
- Rough Landing, Holly (2006)
- Light Up The Sky (2007)
- For You, and Your Denial (2011)
- Hang You Up (2011)
- Sing For Me (2011)
- Always Summer (2012)
- Here I Am Alive (2012)
- One Bedroom (2014)
- Make Me So (2014)
- Crash The Gates (2014)
- Rest In Peace (2016)
- The Hurt Is Gone (2016)
- A Place We Set Afire (2017)